# Петер Гентзель
Петер Гентзель  (швед. Peter Gentzel, 12 жовтня 1968) — шведський гандболіст, олімпійський медаліст.

## Виступи на Олімпіадах
| Олімпіада   | Дисципліна | Місце |
| ----------- | ---------- | ----- |
| Сідней 2000 | гандбол    | 2     |

## Зовнішні посилання
- Досьє на sport.references.com [Архівовано 14 жовтня 2012 у Wayback Machine.]